# 1056
1056 (MLVI) fue un año bisiesto comenzado en lunes del calendario juliano.

## Acontecimientos
- 12 de abril: los chinos (de la dinastía Song) dejan registros de que este día desapareció la supernova del Cangrejo. Había explotado 22 meses antes (el 10 de julio de 1054) y permaneció tan brillante que podía verse de día. Después, los restos formarán la nebulosa del Cangrejo.
- 31 de agosto: en Constantinopla, Teodora Porfirogeneta muere repentinamente sin dejar heredero. Empieza la dinastía Comneno.

## Nacimientos
- Sæmundr Fróði, poeta islandés.
- Ermengol IV de Urgel, aristócrata («conde de Urgel») español.

## Fallecimientos
- 31 de agosto: Teodora Porfirogeneta, emperatriz bizantina.
- 5 de octubre: Enrique III, emperador del Sacro Imperio Romano Germánico.